# Cupido phoebe
Cupido phoebe är en fjärilsart som beskrevs av Murray 1873. Cupido phoebe ingår i släktet Cupido och familjen juvelvingar. Inga underarter finns listade i Catalogue of Life.